# Krys Pawlowski
Krys Pawlowski (Krystyna Pawłowska, ur. ok. 1927 w Polsce, zm. w marcu 2004 w Mareeba, północny Queensland) – australijska łowczyni i hodowca krokodyli, później obrończyni praw zwierząt.

## Życiorys
13-letnia Krystyna, wraz z babką, matką i siostrą, trafiły do obozu na Syberii po tym jak ich ojciec został aresztowany przez Rosjan w 1940 r. Dwa i pół roku później, w wyniku ewakuacji Polaków z ZSRR kobiety trafiły do Brytyjskiej Afryki Wschodniej. Tam Krystyna poznała swojego pierwszego męża i urodziła dwóch synów, Stefana i Jerzego. Rodzina wyjechała do Anglii, a Krystyna wraz z mężem wyemigrowała do Perth w Australii, gdzie urodziła córkę Barbarę. Małżeństwo wkrótce się rozpadło, a Krystyna musiała utrzymywać rodzinę z wynajmu pokojów.
W 1955 r. poznała Rona, także emigranta z Polski, który w czasie wojny działał w ruchu oporu, a aresztowany uciekł z niemieckiego obozu na Słowacji. Najpierw służył w armii amerykańskiej, a po wojnie wyjechał do Australii i trafił do Perth. Tam poznał Krystynę i wkrótce się pobrali. Ron był wówczas poszukiwaczem złota i myśliwym. Zostali łowcami krokodyli po tym, jak Ron korzystnie sprzedał skórę krokodyla, którego zastrzelił, by bronić kąpiącą się czteroletnią córkę. Oprócz polowania, chwytali także żywe krokodyle, które sprzedawali do cyrków. Krystyna zdobyła miano "One Shot Krys" (Krystyna Jeden Strzał), z powodu niezwykłej celności strzałów, bardzo istotnej przy polowaniach na grubokościste krokodyle. Różne źródła mówią, że w swoim życiu upolowała 5000 (lub nawet 10000) tych gadów.
W lipcu 1957 r. w okolicach Norman River (w pobliżu Zatoki Carpentaria) Krys upolowała największego do dziś spotkanego krokodyla, o długości 8,63 m. Trafiła z tego powodu do Księgi rekordów Guinnessa.
Była także wypychaczem zwierząt, ale w późniejszych latach skupiła się raczej na zachowaniu krokodyli przy życiu. W 1965 r. wraz z mężem w okolicach Karumba założyli pierwszą krokodylą farmę w Australii, gdzie zajmowali się pionierskimi badaniami nad wylęgiem i hodowlą młodych krokodyli. Później propagowała idee zachowania dzikich zwierząt przy życiu, protestując przeciwko przemysłowemu wykorzystywaniu skór krokodyli. Wraz z mężem, wówczas znanym filmowcem dokumantalistą, podróżowała po Australii i USA z odczytami i projekcjami. Wystosowali także apel do ONZ przeciwko eksterminacji krokodyli.